# Birger Asplund
Karl Birger Asplund, född 21 juli 1929 i Baksjönäset väster om Kall i Jämtland, död 1 juli 2023 i Ås i Krokoms kommun, var en svensk släggkastare. 
Asplund dominerade sporten i Sverige 1954–1968 och tog 15 raka SM-guld samt förbättrade det svenska rekordet 17 gånger. Bästa resultatet blev 66,37 m. Han segrade i 37 av de 65 landskamper han deltog i men lyckades aldrig internationellt.
Birger Asplund tävlade för IF Castor fram till och med 1964, för IFK Västerås 1965 och därefter för Hofors AIF.

## Karriär (släggkastning)
Birger Asplund vann SM i slägga åren 1954 till 1968. Resultat var 53,84, 54,31, 55,14, 56,73, 59,31, 59,79, 62,95, 61,12, 61,29, 62,64, 63,55, 64,34, 61,09, 62,48 respektive 63,78.
Den 28 augusti 1955 tangerade Asplund Bo Ericsons svenska rekord i slägga från 1947 (57,19).
1956 förbättrade han rekordet två gånger – först (8 september i Helsingfors) till 58,56 och sedan (13 oktober i Köln) till 59,02.
1957 såg fem rekordtillfällen. Den 1 augusti kastade han 59,07 i Stockholm; den 3 augusti nådde han 59,86 i Östersund; han blev i Stockholm förste svensk över 60 m den 14 september; den 13 oktober tävlade han i Rom och nådde 60,42; till slut kastade han i Neapel den 17 oktober 60,95.
1958 förbättrade Birger Asplund sitt svenska rekord fyra gånger. 61,07 kastade han i Östersund den 15 juni. Han förbättrade detta till 61,12 i Göteborg den 23 juli och ökade ytterligare till 62,18 i Stockholm den 21 augusti. Han avslutade detta års rekordskörd i Borlänge den 1 september med 63,12.
År 1959 slog han svenska rekordet tre gånger. Den 24 maj kastade han i Forsa 63,49. Han fortsatte med 65,34 i Östersund den 27 maj. Och årets sista rekord blev 65,97, satt den 6 augusti i Stockholm.
1961 förbättrade han sitt svenska rekord till 66,19 (den 21 juni i Östersund).
Sitt sista svenska rekord satte han den 30 juli 1964 i Östersund, med 66,37. Rekordet skulle komma att stå sig till 1971 då Sune Blomqvist slog det.

### Övrigt
Birger Asplund kom 1959 trea i slägga på tidningen Track & Fields' världsranking. 1961 kom han femma.
Han blev 1955 utsedd till Stor grabb nummer 179 i friidrott.